# Bakhtiyar Artayev
Baqtiiar Ğarifollaūly Artaev (in kazako Бақтияр Ғарифоллаұлы Артаев?; Taraz, 14 marzo 1983) è un pugile kazako.

## Palmarès

### Olimpiadi
- 1 medaglia:
  - 1 oro (Atene 2004 nei pesi welter)

### Mondiali dilettanti
- 2 medaglie:
  - 2 bronzi (Mianyang 2005 nei pesi welter; Chicago 2007 nei pesi medi)

### Giochi asiatici
- 1 medaglia:
  - 1 argento (Doha 2006 nei pesi medi)